# 榮町停留場 (北海道)
榮町停留場（日语：／ Sakaechō teiryūjō */?）是位於北海道函館市榮町、東川町的函館市交通局（函館市電車）線已被廢除的鐵路車站。

## 歷史
- 參考函館市交通局的歷史。

## 車站構造
- 榮町停留場擁有2個月台（側式月台）、2條電車路線（相反方向）。

## 車站周邊
- 東川廣路
- 善光寺
- 正法寺

## 相鄰車站

### 已廢除的路線
函館市交通局
東雲線（於1992年4月1日廢除）
寶來町－榮町－勞動會館前